# Мусукаев, Исмаил Тимурович
Исмаи́л Тиму́рович Мусука́ев (карач.-балк. Мусукаланы Тимурну жашы Исмайыл) (род. 28 января 1993, Нальчик) — российский и венгерский борец вольного стиля, чемпион мира 2023 года, чемпион Европы 2022 года, двукратный бронзовый призёр чемпионатов мира, неоднократный серебряный призёр чемпионатов России. Выступал в легчайшей (до 57 кг) и лёгкой (до 65 кг) весовых категориях. С 2019 года представляет сборную Венгрии. Участник Олимпийских игр в Токио 2021 года и Париже 2024 года.

## Биография
Родился 28 января 1993 года в Хасанье. Вольной борьбой начал заниматься с 12 лет. Студент физкультурного факультета Даггоспедуниверситета. Представляет СДЮШОР имени М. Батырова в Хасавюрте. Тренируется под руководством Шеме Шемеева и Юсупа Ажоева. По национальности балкарец.
В 2016 году на чемпионате России в Якутске проиграл в четвертьфинале Виктору Лебедеву в результате сомнительного судейства. После схватки между спортсменами произошла потасовка с участием болельщиков.
Впоследствии в 2019 году сменил спортивное гражданство на венгерское.  На чемпионате мира 2023 года в Белграде завоевал золото в весе до 65 кг.

## Достижения
- Межконтинентальный кубок — 2 место (2012);
- XLIII Турнир «Али Алиев» — 2 место (Каспийск, 2012);
- XLIV турнир «Али Алиев» — 1 место (Каспийск, 2013);
- Межконтинентальный кубок — 1 место (Хасавюрт, 2014);
- Гран-при «Иван Ярыгин» — 2 место (Красноярск, 2015);
- Чемпионат России по вольной борьбе — 2 место (Каспийск, 2015)[3];
- Международный турнир памяти Ш. Нусуева — 3 место (Москва, 2017);
- Международный турнир «Аланы» — 1 место (Владикавказ, 2017);
- Чемпионат России по вольной борьбе — 2 место (Одинцово, 2018).
- Межконтинентальный кубок — 1 место (Хасавюрт, 2018)
- Международный рейтинговый турнир «Яшар Догу 2019» — 3 место (Стамбул, 2019)
- Чемпионат мира по борьбе 2019 — 3 место (Нурсултан, Казахстан, 2019)
- Кубок мира по вольной борьбе 2020 — 2 место (Белград, Сербия, 2020)
- Чемпионат Европы по борьбе 2022 — 1 место (Будапешт, Венгрия, 2022)
- Чемпионат мира по борьбе 2023 — 1 место (Белград, Сербия, 2023)

## Награды
- Заслуженный работник физической культуры и спорта Кабардино-Балкарской Республики (16 октября 2023) — за большой вклад в развитие физической культуры и спорта и достигнутые успехи